# Меріон Райвен
Меріон Еліс Райвен (норв. Marion Ravn, англ. Marion Raven; нар. 25 травня 1984, Леренскуґ, Норвегія) — норвезька авторка-виконавиця. Разом з Маріт Ларсен була учасницею дуету M2M. Пізніше Меріон Райвен підписала індивідуальний контракт з лейблом Atlantic Records, в якому передбачався реліз в 2005 році її дебютного сольного альбому «Here I Am». 2006 року підписала контракт з інді-лейблом Eleven Seven Music, а наступного року перевидала дебютний альбом з кількома новими піснями, назвавши його «Set Me Free». У 2012 співачка почала роботу над виробництвом свого другого альбому під назвою «Songs from a Blackbird», який вийшов на її батьківщині 8 квітня 2013 року.
Меріон Райвен написала пісні для інших виконавців, таких як Піксі Лотт. Вона також виконала озвучування для норвезької версії фільму "Рапунцель: Заплутана історія".

## Життєпис
Народилася 25 травня 1984 року в містечку Леренскуг, поблизу Осло. Її батько Х. Райвен (H. Ravn), мама Р. Медхус (R. Medhus). Співачка має старшого брата і двох молодших сестер. Вона почала співати з раннього дитинства, іноді писала пісні, була взята в хор церкви у віці 5 років. До 8 років почала грати на піаніно і брати уроки балету. 1993 року, Меріон брала участь в мюзиклі "Звук Музики" ("Sound of Music"), який був спродюсований Норвезьким Бродвеєм. В 10 років дівчина брала участь у виставах Багсі Мелоун The Wizard of Oz, пізніше у виставі Шекспіра "Отелло", граючи одну з дітей.
У 2013 році на своє 29-річчя Райвен одружилася з професійним сноубордистом Андреасом Вііга. Через два роки спільного життя пара розлучилася.

## Сольна кар'єра
2005: Here I Am
Підписавши контракт з Atlantic Records, Меріон Райвен розпочала записувати свій дебютний альбом, працювала зі шведськими композиторами і продюсерами – Максом Мартіном і Рамі, а також канадською співачкою та автором пісень Шанталь Крев'язюк, її чоловіком Райном Майда з 2003 по 2005 рік. Спочатку звукозаписна компанія не була впевнена в тому, що Меріон перейде на темніший рок-образ, особистіший стиль написання пісень. Райвен довелося боротися, щоб записувати свою музику, рок-музику з поп-елементом. В результаті 14 композицій, в тому числі 2 бонусні треки, удосконалились рок/поп звучанням, після чого вийшов альбом "Here I Am". В альбомі видно перетворення Меріон з виконавиці candy-pop музики M2M в більш тужливого, рок-орієнтований співака. Альбом вийшов у Скандинавії, Японії, Латинській Америці та Південно-Східній Азії.
Він містить три сингли: "End of Me", "Break You" та " Here I Am". "Break You" утримував рекорд як найпродаваніший сингл виконавиці на міжнародному рівні. Всі три сингли були успішними в азійських країнах, де співачка провела тур в його підтримку. Альбом вийшов у рідній країні Меріон 10 серпня 2005 року.
2006 – 2007: Set Me Free
На початку 2006 року було оголошено, що Меріон розірвала контракт з Atlantic Records через "художні розбіжності". Пізніше підтвердилося, що тепер співачка підписала контракт з інді-лейблом Eleven Seven Music, який був створений під її керівництвом 10th Street Entertainment.
Пізніше співачка виконала у дуеті з рок-музикантом Мітом Лоуфом пісню "It's All Coming Back To Me Now", яка вийшов як провідний сингл з десятого студійного альбому виконавця  "Bat Out of Hell III: The Monster Is Loose"  в жовтні 2006 року. Трек досяг першого місця в Норвегії і увійшов в десятку найкращих у Німеччині та Великої Британії. У лютому 2007 року Райвен приєдналася до Лоуфа у великому турі по Канаді та Європі.
Пізніше Райвен підтвердила, що її новий альбом буде містити нові і старі треки з її норвезького дебюту, а також перезаписані треки, такі як "Heads Will Roll", що отримав підтримку американського музиканта Ніккі Сікса і вийшов як мініальбом в жовтні 2006 року.
До виходу альбому "Set Me Free" в березні 2007 року Меріон гастролювала по Нідерландах, Німеччині та Великій Британії. Пізніше співачка вирушила в ще один рекламний тур Великою Британією і виступала в британських школах. В період з липня по серпень, вона стала виступати в підтримку альбому американської співачки Пінк "I'm Not Dead" в Німеччині.
Новий альбом вийшов у червні 2007 року і містив два сингли: "Falling Away" і перевидання попереднього синглу "Break You" з дебютного альбому.
2008–2010: Nevermore
У 2008 році Меріон Райвен виступила в кліпі на пісню "Saints of Los Angeles" американської хеві-метал групи Mötley Crüe. 2010 року вона стала експертом з норвезької версії шоу талантів The X Factor, а потім Norwegian Idol.
Спочатку співачка записала свій третій студійний альбом "Nevermore" в 2009 році. Дата випуску планувалась  в 2010 році, але через проблеми з її лейблом Eleven Seven Music, він так і не вийшов. Альбом містив два сингли "Flesh And Bone" та "Found Someone", що вийшли суто в Скандинавії.
2012–2014: Songs from a Blackbird
Виконавиця випустила сингл "Colors Turn to Grey" в березні 2012 року і заявила в жовтні 2012 року, що працює над матеріалом для нового альбому. У березні 2013 року Меріон випустила сингл "The Minute" зі свого альбому "Songs from A Blackbird", який вийшов 5 квітня 2013 року в Норвегії. "Songs from A Blackbird" її перший альбом за вісім років, він зумів досягти 3 місця в чарті Норвегії. В 2013 відбувся тур по Норвегії в підтримку альбому.
2014–2015: Scandal Vol. 1 та Scandal Vol. 2
У січні 2014 року Меріон оголосила про плани записати свій третій студійний альбом після підписання контракту з Sony Music. Назву альбому було оголошено пізніше як "Scandal", а дата виходу була призначена на вересень 2014 року. Пізніше альбом був розділений на дві частини: Scandal Vol. 1, що вийшов 22 вересня 2014 року, та Scandal Vol. 2, що вийшов  2 лютого 2015 року.

## Дискографія

### Студійні альбоми
| Назва                                                          | Деталі | Найвища позиція в чарті |
| Назва                                                          | Деталі | Норвегія                |
| -------------------------------------------------------------- | --- | ----------------------- |
| Here I Am                                                      | - Дата випуску: 6 червня 2005 - Лейбл: Atlantic - Формат: CD, digital download | 6                       |
| Heads Will Roll                                                | - Дата випуску: 31 жовтня 2006 - Лейбл: Eleven Seven - Формат: CD, digital download | –                       |
| Set Me Free                                                    | - Дата випуску: 8 червня 2007 - Лейбл: Eleven Seven - Формат: CD, digital download | –                       |
| Nevermore                                                      | - Дата випуску: Відмінений / Невиданий - Лейбл: Eleven Seven - Формат: — | –                       |
| Songs from a Blackbird                                         | - Дата випуску: 5 квітня 2013, в Норвегії - Лейбл: Sony Music Norway - Формат: CD, digital download, LP - Дата випуску: 8 серпня 2014, інші країни - Epic Records / Blackbird Music - Формат: CD, LP, digital download | 3                       |
| Scandal, Vol. 1                                                | - Дата випуску: 22 вересня 2014 - Лейбл: Sony Music Norway / RCA - Формат: CD, LP, digital download | 24                      |
| Scandal, Vol. 2                                                | - Дата випуску: 2 лютого 2015 - Лейбл: Sony Music Norway / RCA - Формат: CD, LP, digital download | 26                      |
| "—" альбом не увійшов в чарти або не виходив на цій території. | |                         |

### Сингли
| Рік                | Сингл                     | Під ім'ям | Найвища позиція | Найвища позиція        | Альбом |                            |   |   |           |
| ------------------ | ------------------------- | --------- | --------------- | ---------------------- | ------ | -------------------------- | - | - | --------- |
| Рік                | Сингл                     | Під ім'ям | 2005            | "End of Me"            | Альбом | Marion Raven / Marion Ravn | – | – | Here I Am |
| "Break You"        | 9                         | 51        | 2005            |                        |        | Marion Raven / Marion Ravn |   |   | Here I Am |
| "Here I Am"        | 20                        | –         | 2005            |                        |        | Marion Raven / Marion Ravn |   |   | Here I Am |
| "Little by Little" | –                         | –         | 2005            |                        |        | Marion Raven / Marion Ravn |   |   | Here I Am |
| 2006               | "Heads Will Roll"         | –         | –               | Heads Will Roll EP     |        | Marion Raven / Marion Ravn |   |   |           |
| 2007               | "Falling Away"            | –         | –               | Set Me Free            |        | Marion Raven / Marion Ravn |   |   |           |
| 2007               | "Break You" (перевидання) | –         | –               | Set Me Free            |        | Marion Raven / Marion Ravn |   |   |           |
| 2010               | "Flesh and Bone"          | –         | –               | Nevermore              |        | Marion Raven / Marion Ravn |   |   |           |
| 2010               | "Found Someone"           | –         | –               | Nevermore              |        | Marion Raven / Marion Ravn |   |   |           |
| 2012               | "Colors Turn to Grey"     | –         | –               | Songs from a Blackbird |        | Marion Raven / Marion Ravn |   |   |           |
| 2013               | "The Minute"              | –         | –               | Songs from a Blackbird |        | Marion Raven / Marion Ravn |   |   |           |
| 2013               | "Driving"                 | –         | –               | Songs from a Blackbird |        | Marion Raven / Marion Ravn |   |   |           |
| 2014               | "In Dreams"               | –         | –               | Scandal, Vol.1         |        | Marion Raven / Marion Ravn |   |   |           |
| 2014               | "You'll Get Up Again"     | –         | –               | Scandal, Vol.1         |        | Marion Raven / Marion Ravn |   |   |           |
| 2015               | "Better Than This"        | –         | –               | Scandal, Vol.2         |        | Marion Raven / Marion Ravn |   |   |           |
| 2015               | "Kicks In"                | –         | –               | Scandal, Vol.2         |        | Marion Raven / Marion Ravn |   |   |           |

### Інші записи
| Рік  | Сингл                                          | Найвища позиція | Найвища позиція | Найвища позиція | Найвища позиція | Альбом                                    |
| Рік  | Сингл                                          | [ 11 ]          |                 |                 |                 | Альбом                                    |
| ---- | ---------------------------------------------- | --------------- | --------------- | --------------- | --------------- | ----------------------------------------- |
| 2006 | "It's All Coming Back to Me Now" (з Meat Loaf) | 1               | 17              | 15              | 21              | Bat Out of Hell III: The Monster Is Loose |

## Турне
| Рік                     | Тур                                                   | Країни                                 |
| ----------------------- | ----------------------------------------------------- | -------------------------------------- |
| Середина 2005           | Here I Am Promo Tour                                  | Японія, Норвегія, Південно-Східна Азія |
| Початок 2007            | Meat Loaf Seize the Night Tour / Three Bats Live Tour | Канада, США, Європа                    |
| Липень – серпень 2007   | Pink I'm Not Dead Tour                                | Німеччина                              |
| Листопад – грудень 2011 | Kurt Nilsen Christmas Tour                            | Норвегія                               |
| Жовтень 2013            | Marion Ravn Norwegian Tour                            | Новегія                                |
| Лютий – березень 2015   | Lionel Richie All the Hits All Night Long             | Європа                                 |
| Лютий – квітень 2015    | Marion Raven Scandal Tour                             | Норвегія                               |
| Лютий – березень 2018   | Marion Ravn Akustisk Turné                            | Норвегія                               |

## Інші проєкти

### Меріон Райвен написала кілька пісень для інших виконавців, включаючи
- (2004) "Completely In Love"  для норвезького поп-рок співака Томмі Міхалсена, альбом Completely in Love.
- (2004) "That Day" для норвезької поп-співачки Марії Арредондо, альбом  Not Going Under.
- (2004) "Pointless Relationship" для австралійської співачки Таммін Сурсок, альбом Whatever Will Be.
- (2004) "Disconnected" для американської співачки Ліндсі Лоан, альбом Speak.
- (2007) "Jack" для британської співачки Пісі Лотт, альбом Turn It Up.
- (2009) "Forgot His Name" записана Tanita Kolsås для норвезької версії X-Factor.
- (2010) На пісню Меріон "In Spite of Me" із її дебютного альбому «Here I Am» була створена кавер-версія шведським поп-рок співаком Erik Grönwall для його другого альбому "Somewhere Between a Rock and a Hard Place".
- (2011) Меріон озвучила Рапунцель для норвезького дубляжу мультфільму Діснея "Заплутана історія".
- (2016) співачка також озвучила Poppy для норвезького дубляжу 3D фільму "Тролі".
- (2017) Меріон отримала роль Епоніни в норвезькій постановці "Знедолені", прем'єра спектаклю відбулася 8 вересня в Hotel Folketeateret, Осло.
- (2017) Меріон продовжила озвучувати Рапунцель для норвезького дубляжу "Заплутана історія", але на цей раз мультсеріалу.